# Typosyllis pallida
Typosyllis pallida är en ringmaskart som först beskrevs av Addison Emery Verrill 1875.  Typosyllis pallida ingår i släktet Typosyllis och familjen Syllidae. Inga underarter finns listade i Catalogue of Life.